# HNoMS B-6

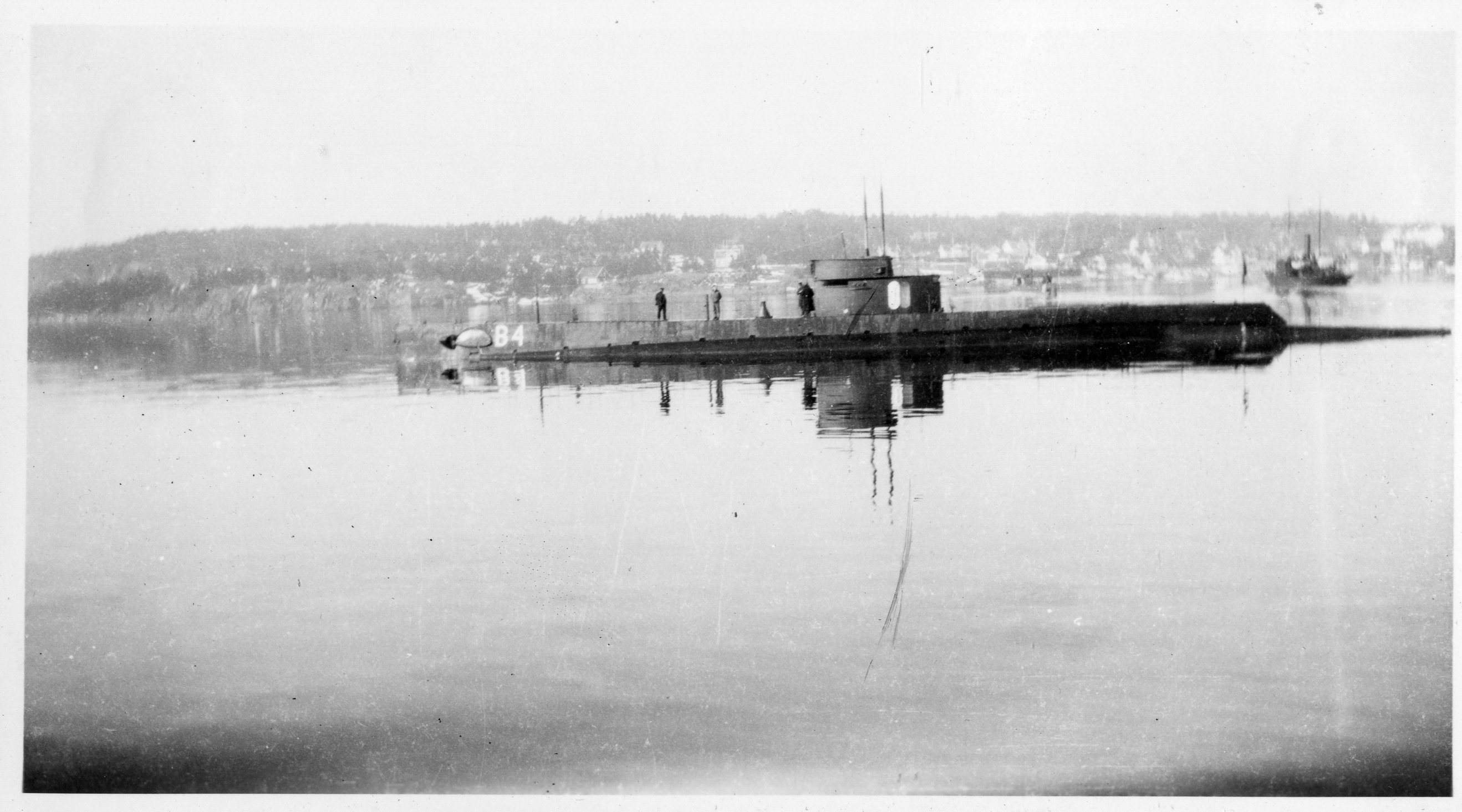
Аналогічний підводний човен B-4.

HNoMS B-6 — норвезький підводний човен типу «B».

## Історія
Човен був закладений в 1919 році в Гортені. 24 вересня 1929 року спущений на воду. 1 травня 1930 року прийнятий на озброєння ВМС Норвегії. 4 травня 1940 року човен був захоплений німецьким флотом. 17 листопада 1941 року прийнятий на озброєння крігсмаріне під назвою UC-2. Використовувався як навчальний човен в училищі підводної розвідки в Готенгафені і Бергені. Єдиним командиром човна був оберлейтенант-цур-зее Отто Волльшлегер (17 листопада 1941 — 27 вересня 1943). В жовтні 1944 року виведений зі складу флоту в Бергені. 3 травня 1945 року затоплений в Кілі.

## Характеристика
Човен був озброєний однією 20-міліметровою палубною гарматою і чотирма торпедами на борту. Максимальна швидкість — 15 вузлів на поверхні і 8.9 вузлів під водою. Екіпаж — 23 підводники.